# Soroseris
Soroseris là một chi thực vật có hoa trong họ Cúc (Asteraceae).

## Loài
Chi Soroseris gồm các loài: